# Arctosa pardosina
Arctosa pardosina är en spindelart som först beskrevs av Simon 1898.  Arctosa pardosina ingår i släktet Arctosa och familjen vargspindlar.
Artens utbredningsområde är Uzbekistan. Inga underarter finns listade i Catalogue of Life.